# Аводжоби, Тунджи
Олатунджи (Тунджи) Феми Аводжоби (англ. Olatunji 'Tunji' Femi Awojobi; род. 30 июля 1973, Лагос, Нигерия) — нигерийский профессиональный баскетболист. Серебряный (1999, 2003) и бронзовый (2005) призёр чемпионатов Африки в составе сборной Нигерии, обладатель Кубка Европы УЛЕБ 2004 года в составе клуба «Хапоэль» (Иерусалим) и Адриатической лиги 2002 года в составе люблянской «Олимпии».

## Игровая карьера
В детстве Тунджи Аводжоби увлекался футболом, а затем планировал боксёрскую карьеру. Баскетболом он всерьёз начал заниматься только в старших классах в Нью-Гэмпшире.
Окончив школу, Аводжоби поступил в Бостонский университет, где учился с 1993 по 1997 год. В первый же год выступлений за университетскую команду он показал высокие результаты, в среднем набирая по 18,9 очка, 10,5 подборов и 3,1 блок-шота за игру. По очкам и подборам он занял второе место среди всех первокурсников, выступающих за университетские команды первого дивизиона, и был назван лучшим новичком Восточной конференции. Во второй год учёбы он набирал по 11,8 подбора и 2,8 блок-шота за игру, а в третий год по 22,7 очка за игру. В свой выпускной год Аводжоби, набиравший по 19,4 очка и 10,2 подбора за игру, привёл бостонских «Терьеров» к рекордному для команды показателю — 25 побед в 30 матчах (17-1 в конференции). Бостонская команда выиграла Восточную конференцию и впервые за много лет пробилась в основной турнир NCAA. По итогам сезона Аводжоби был назван самым ценным игроком первого дивизиона Новой Англии и в четвёртый раз подряд попал в символическую сборную конференции, став только третьим баскетболистом, которому это удалось за всю историю конференции. Всего за четыре года он установил 13 рекордов команды Бостонского университета, два из которых — количество очков и подборов за карьеру — не побиты до настоящего времени (его результаты были рекордными не только для «Терьеров»: Аводжоби стал первым игроком в университетах Новой Англии, набравшим за карьеру больше 2000 очков и 1000 подборов). Позже, в 2002 году, имя Аводжоби было включено в списки Зала спортивной славы Бостонского университета.
После окончания колледжа Аводжоби не был выбран в драфте НБА. Он получил приглашение на тренировочные сборы «Бостон Селтикс» как свободный агент, но освобождён через короткое время: с его ростом он был недостаточно мощным, чтобы играть в НБА на позиции тяжёлого форварда и, несмотря на блестящие показатели в колледже, по мнению обозревателя Sports Illustrated Сета Дэвиса, недостаточно талантлив, чтобы играть как лёгкий форвард. В итоге он отправился в Европу, где присоединился к турецкому клубу «Мейсуспор». С этого же года он начал выступления за баскетбольную сборную Нигерии и уже на следующий год принял участие в её составе в первом за её историю чемпионате мира в Греции.
В Европе Аводжоби менял команды практически ежегодно, только в 2006—2008 годах задержавшись в «Хапоэле» (Гильбоа) на полтора сезона. Он играл в двух турецких клубах, трёх командах из республик бывшей Югославии и четырёх — из Израиля, а также во Франции, Италии, Бельгии, России (где помог саратовскому «Автодору» выиграть Суперлигу Б) и в команде КБА «Гранд-Рапидс Хупс». Наиболее успешными для нигерийского баскетболиста были сезоны, проведённые в люблянской «Олимпии», с которой он выиграл «малую тройную корону» — чемпионат и Кубок Словении и Адриатическую лигу 2001-2 годов, и в иерусалимском «Хапоэле», с которым он завоевал Кубок Европы УЛЕБ 2004 года. Но и в этих клубах дольше одного сезона Аводжоби не задерживался.
В сборной Нигерии Аводжоби выступал на протяжении более чем десяти лет, значительную часть времени в ранге её капитана. Со сборной он завоевал серебряные медали чемпионата Африки 1999 и 2003 годов и «бронзу» два года спустя и участвовал в ещё одном чемпионате мира в 2006 году. В 2007 году Аводжоби, незадолго до этого занявший со сборной Нигерии пятое место на чемпионате Африки, объявил, что уходит из сборной, чтобы уступить место молодым игрокам.

## Статистика

### Статистика в Европе
| Сезон | Команда             | Лига           | GP | GS | MPG  | FG%  | 3P%  | FT%  | RPG | APG | SPG | BPG | PFL | TOV | PPG  |
| --- | ------------------- | -------------- | -- | -- | ---- | ---- | ---- | ---- | --- | --- | --- | --- | --- | --- | ---- |
| 2000/01 | Цибона              | Евролига       | 12 | 10 | 26,3 | 50,0 | 25,0 | 61,5 | 5,4 | 1,5 | 1,3 | 0,2 | 2,1 | 1,4 | 11,5 |
| 2001/02 | Олимпия (Любляна)   | Евролига       | 12 | 5  | 19,9 | 52,6 | 50,0 | 70,8 | 4,7 | 1,2 | 1,7 | 0,4 | 2,0 | 2,1 | 8,2  |
| 2003/04 | Хапоэль (Иерусалим) | Кубок Европы   | 17 | 17 | 35,6 | 56,2 | 25,0 | 78,9 | 7,0 | 2,2 | 1,7 | 0,2 | 2,5 | 2,3 | 17,5 |
| 2004/05 | Спиру Шарлеруа      | Кубок Европы   | 8  | 2  | 18,6 | 48,2 | -    | 62,1 | 3,5 | 1,5 | 0,8 | 0,0 | 2,0 | 1,8 | 9,0  |
| Всего | Всего               | Всего          | 49 | 34 | 26,7 | 53,0 | 28,6 | 71,4 | 5,5 | 1,7 | 1,4 | 0,2 | 2,2 | 1,9 | 12,4 |
| В Евролиге | В Евролиге          | В Евролиге     | 24 | 15 | 23,1 | 51,1 | 30,0 | 65,1 | 5,0 | 1,3 | 1,5 | 0,3 | 2,0 | 1,8 | 9,8  |
| В Кубке Европы | В Кубке Европы      | В Кубке Европы | 25 | 19 | 30,2 | 54,5 | 25,0 | 74,8 | 5,9 | 2,0 | 1,4 | 0,1 | 2,3 | 2,1 | 14,8 |
| Наведите курсор мыши на аббревиатуры в заголовке таблицы, чтобы прочесть их расшифровку Статистика приведена с сайта basketball.realgm.com |                     |                |    |    |      |      |      |      |     |     |     |     |     |     |      |

### Чемпионаты Африки и мира
По чемпионатам Африки 1999 и 2003 годов статистика отсутствует
| ЧМ 1998                                                                                 | 5 | 29.6 | 28/55 | 50.9 | 25/45 | 55.6 | 3/10 | 30.0 | 3/8   | 37.5 | 2.2 | 4.2 | 6.4 | 1.4 | 1.8 | 0.6 | 0   | 1.4 | 62 | 12.4 |
| ЧА 2005                                                                                 | 8 | 27.1 | 26/50 | 52.0 | 26/49 | 53.1 | 0/1  | 0    | 25/33 | 75.8 | 1.5 | 3.6 | 5.1 | 2.0 | 2.6 | 0.9 | 0   | 1.5 | 77 | 9.6  |
| ЧМ 2006                                                                                 | 6 | 18.7 | 17/32 | 53.1 | 17/32 | 53.1 | 0/0  | -    | 9/14  | 64.3 | 0.5 | 2.0 | 2.5 | 1.0 | 1.0 | 0.3 | 0.2 | 1.3 | 43 | 7.2  |
| ЧА 2007                                                                                 | 5 | 21.8 | 17/26 | 65.4 | 17/26 | 65.4 | 0/0  | -    | 16/27 | 59.3 | 1.4 | 4.4 | 5.8 | 3.0 | 2.6 | 0.8 | 0.2 | 1.2 | 50 | 10.0 |
| Наведите курсор мыши на аббревиатуры в заголовке таблицы, чтобы прочесть их расшифровку |   |      |       |      |       |      |      |      |       |      |     |     |     |     |     |     |     |     |    |      |